# Tulunan
Tulunan est une localité de la province de Cotabato, aux Philippines. En 2015, elle compte 56 513 habitants.